# Награда „Стражилово”
Награда „Стражилово” додељује се за најбоље песничке књиге објављене у Едицији „Савремена поезија” Бранковог кола у периоду између две септембарске манифестације „Бранково коло”. Ова награда сматра се настављачем истоимене награде коју је од 1973. до 2002. додељивала Српска читаоница у Иригу.

## Историјат
Награду је 1972. основала Српска читаоница у Иригу, најпре за најбоље текстове објављене у листу Стражилово, а потом за најбољу књигу у целокупној издавачкој делатности Српске читаонице у Иригу. Награда се састојала од уметничке Повеље (решење академског сликара Владимира Богдановића), коју је додељивала Читаоница, и од слике или фигуре коју су даровали ликовни уметници. Свечано уручење награде приређивано је у оквиру манифестације „Стражиловски сустрети” у Матици српској. Српска читаоница у Иригу је награду додељивала од 1973. до 2002, када је награда угашена.
Године 2007. истоимену награду установила је установа културе „Бранково коло” из Сремских Карловаца, и ова награда сматра се настављачем првобитне истоимене награде Српске читаонице у Иригу. Награда „Стражилово” Бранковог кола додељује се за најбоље песничке књиге објављене у Едицији „Савремена поезија” у периоду између две септембарске манифестације „Бранково коло”. Награда се састоји од Повеље и новчаног износа, а лауреатима се уручује на Стражилову, покрај гроба Бранка Радичевића.
Од 2009. Бранково коло додељује и Специјалну награду „Стражилово”, која се до 2016. додељивала за најбољу прву књигу младих аутора (до 30 година) објављену на српском језику. Од 2017. младим ауторима за песничке првенце додељује се редовна Награда „Стражилово”.
Године 2019. уведена је и Награда „Стражилово” за целокупан опус.

## Добитници

### Награда „Стражилово” Српске читаонице у Иригу
| Год.  | Добитник                  | Дело                               | Реф.              |
| ----- | ------------------------- | ---------------------------------- | ----------------- |
| 1973. | Луко Паљетак              | /                                  | [ 1 ] [ 2 ] [ 3 ] |
| 1973. | Мирослав Настасијевић     | /                                  | [ 1 ] [ 2 ] [ 3 ] |
| 1974. | Радомир Путник            | за поезију                         | [ 1 ] [ 2 ] [ 3 ] |
| 1974. | Милорад Миленковић Шум    | Приче купатила                     | [ 1 ] [ 2 ] [ 3 ] |
| 1975. | Перо Зубац                | Закаснела писма                    | [ 1 ] [ 2 ] [ 3 ] |
| 1976. | Радован Ждрале            | Месечева берба                     | [ 1 ] [ 2 ] [ 3 ] |
| 1976. | Вићазослав Хроњец         | Слово по кожи                      | [ 1 ] [ 2 ] [ 3 ] |
| 1977. | Павле Јанковић Шоле       | Прст на пању                       | [ 1 ] [ 2 ] [ 3 ] |
| 1977. | Габор Филеп               | Делија са плавим ушима             | [ 1 ] [ 2 ] [ 3 ] |
| 1978. | Раде Обреновић            | Ми смо смешна породица             | [ 1 ] [ 2 ] [ 3 ] |
| 1978. | Јулијан Тамаш             | Булке са усана                     | [ 1 ] [ 2 ] [ 3 ] |
| 1979. | Ђорђија Ивов Трипуновић   | Грех Зулејме Мустафине             | [ 1 ] [ 2 ] [ 3 ] |
| 1979. | Милутин Станишић Вуксанов | Појанке                            | [ 1 ] [ 2 ] [ 3 ] |
| 1979. | Тибор Варади              | Мит и мода                         | [ 1 ] [ 2 ] [ 3 ] |
| 1980. | Милан Дунђерски           | Мртва природа                      | [ 1 ] [ 2 ] [ 3 ] |
| 1981. | Данко Поповић             | Кућа Лукића                        | [ 1 ] [ 2 ] [ 3 ] |
| 1981. | Драшко Ређеп              | Искуство завичаја                  | [ 1 ] [ 2 ] [ 3 ] |
| 1982. | Томислав Кетиг            | Аманет                             | [ 1 ] [ 2 ] [ 3 ] |
| 1982. | Сава Бабић                | У сенци књиге                      | [ 1 ] [ 2 ] [ 3 ] |
| 1983. | Слободан Павићевић        | Јесен у машинском парку            | [ 1 ] [ 2 ] [ 3 ] |
| 1983. | Мирко Петковић            | Талијине таљиге                    | [ 1 ] [ 2 ] [ 3 ] |
| 1984. | Зафир Хаџиманов           | Пас певачица                       | [ 1 ] [ 2 ] [ 3 ] |
| 1984. | Мирон Кањух               | Ето мене                           | [ 1 ] [ 2 ] [ 3 ] |
| 1985. | Владимир Богдановић       | Велики цртач                       | [ 1 ] [ 2 ] [ 3 ] |
| 1985. | Поп Душан Ђурђев          | Вавилонски неимари                 | [ 1 ] [ 2 ] [ 3 ] |
| 1986. | Илеана Урсу               | Време за баште                     | [ 1 ] [ 2 ] [ 3 ] |
| 1986. | Војислав Деспотов         | Херман Хесе, Магија књиге (превод) | [ 1 ] [ 2 ] [ 3 ] |
| 1987. | Милан Тодоров             | Црвени и плави                     | [ 1 ] [ 2 ] [ 3 ] |
| 1987. | Мишо Авдаловић            | Камен у срцу                       | [ 1 ] [ 2 ] [ 3 ] |
| 1988. | награда није додељена     | награда није додељена              | [ 1 ] [ 2 ] [ 3 ] |
| 1989. | Мирослав Радоњић          | Опредмећени звук                   | [ 1 ] [ 2 ] [ 3 ] |
| 1989. | Јован Дунђин              | Треће лице                         | [ 1 ] [ 2 ] [ 3 ] |
| 1990. | Ненад Грујичић            | Прокрустова постеља                | [ 1 ] [ 2 ] [ 3 ] |
| 1990. | Владимир Гарјански        | Сеча                               | [ 1 ] [ 2 ] [ 3 ] |
| 1991. | Иван Рајовић              | Велика представа                   | [ 1 ] [ 2 ] [ 3 ] |
| 1991. | Недељко Терзић            | Сусрети са невидљивом женом        | [ 1 ] [ 2 ] [ 3 ] |
| 1992. | Александар М. Петровић    | Дуборези филокалија                | [ 1 ] [ 2 ] [ 3 ] |
| 1992. | Милан Мрдаљ               | Ма немој                           | [ 1 ] [ 2 ] [ 3 ] |
| 1993. | Војислав Деспотов         | Неочекивани човек                  | [ 1 ] [ 2 ] [ 3 ] |
| 1994. | Тодор Бјелкић             | Птице за мој кавез                 | [ 1 ] [ 2 ] [ 3 ] |
| 1995. | Петар Стокић              | Зелени ђердан на путу              | [ 1 ] [ 2 ] [ 3 ] |
| 1995. | Анђелко Ердељанин         | Нешто слатко                       | [ 1 ] [ 2 ] [ 3 ] |
| 1996. | Оливера Шијачки           | Закаснићу на распуст               | [ 1 ] [ 2 ] [ 3 ] |
| 1996. | Жарко Аћимовић            | Латице                             | [ 1 ] [ 2 ] [ 3 ] |
| 1997. | награда није додељена     | награда није додељена              | [ 1 ] [ 2 ] [ 3 ] |
| 1998. | Звездана Шарић            | Фотографија сећања                 | [ 1 ] [ 2 ] [ 3 ] |
| 1999. | Љубисав Андрић            | Новосадски разговори III           | [ 1 ] [ 2 ] [ 3 ] |
| 2000. | Јован Ићитовић            | Од изворишта ушћу                  | [ 1 ] [ 2 ] [ 3 ] |
| 2001. | Жарко Аћимовић            | Пролазници                         | [ 1 ] [ 2 ] [ 3 ] |
| 2002. | Жарко Аћимовић            | Кондор                             | [ 1 ] [ 2 ] [ 3 ] |

### Награда „Стражилово” Бранковог кола
| Год.  | Добитник                | Дело                                                            | Реф.   |
| ----- | ----------------------- | --------------------------------------------------------------- | ------ |
| 2007. | Иван Лаловић            | Стара барка                                                     | [ 2 ]  |
| 2007. | Лидија Ђого             | Зреник                                                          | [ 2 ]  |
| 2008. | Весна Егерић            | Пролећни псалми                                                 | [ 2 ]  |
| 2008. | Ивана Гађански          | Клинасто писмо                                                  | [ 2 ]  |
| 2009. | Марко Ковачевић         | Сизиф и пјесме                                                  | [ 2 ]  |
| 2009. | Стела Манасијевић       | Под маском                                                      | [ 2 ]  |
| 2010. | Мирослав Митковић Hам   | Амови                                                           | [ 2 ]  |
| 2010. | Мићо Савановић          | Зенице душе                                                     | [ 2 ]  |
| 2011. | Жељко Пржуљ             | ПТСП синдром                                                    | [ 2 ]  |
| 2011. | Душан П. Кресовић       | Међуречје и морски поветарци                                    | [ 2 ]  |
| 2011. | Иван Деспотовић         | Прекорачења                                                     | [ 2 ]  |
| 2012. | Дубравка Миленковић     | Мелем-песме                                                     | [ 2 ]  |
| 2012. | Велибор Сикимић         | Звјездарник                                                     | [ 2 ]  |
| 2013. | Драгослав Дедовић       | Gloria mundi                                                    | [ 2 ]  |
| 2013. | Борис Лазић             | Капи сласти                                                     | [ 2 ]  |
| 2014. | Валентина Милачић       | Ками до камена                                                  | [ 2 ]  |
| 2014. | Марија Слобода          | Песма у песми Бранка Радичевића                                 | [ 2 ]  |
| 2015. | Анђелко Анушић          | Епитафи за незнане                                              | [ 2 ]  |
| 2016. | Ранко Чолаковић         | Јеси ли жив живи песниче                                        | [ 2 ]  |
| 2016. | Горан Шаула             | Гроб новог доба                                                 | [ 2 ]  |
| 2017. | Сава Крнета             | Кућиштa                                                         | [ 4 ]  |
| 2017. | Растко Лончар           | Нерви од волфрама                                               | [ 4 ]  |
| 2017. | Горица Радмиловић       | Стрижи маску, конак немаш                                       | [ 4 ]  |
| 2017. | Душан Захаријевић       | Антологија српског песништва / Антилогија свевременог речништва | [ 4 ]  |
| 2017. | Никола Раусављевић      | Кад ухватим тишину                                              | [ 4 ]  |
| 2017. | Милан Ћосић             | Кад ухватим тишину                                              | [ 4 ]  |
| 2018. | Перица Марков           | Песмице                                                         | [ 5 ]  |
| 2018. | Ивана Стојић            | Путник са тачком                                                | [ 5 ]  |
| 2018. | Ирена Плаовић           | Велико топло                                                    | [ 5 ]  |
| 2018. | Милош Пуђа              | Колска игра                                                     | [ 5 ]  |
| 2019. | Милица Миленковић       | Испоснице                                                       | [ 6 ]  |
| 2019. | Наташа Бундало Микић    | Трећи круг снова                                                | [ 6 ]  |
| 2019. | Сузана Рудић            | Друга страна огледала                                           | [ 6 ]  |
| 2019. | Александра Батинић      | Антикитера                                                      | [ 6 ]  |
| 2020. | Зденка Валент Белић     | Апокрифи по Лилит и друга проклетства                           | [ 7 ]  |
| 2020. | Марко Миловановић Марун | Свевидећи мрак                                                  | [ 7 ]  |
| 2020. | Милан Громовић          | Спирала                                                         | [ 7 ]  |
| 2021. | Бојана Кулиџан Громовић | Небоглед                                                        | [ 8 ]  |
| 2021. | Јелена Вујановић        | Ма није ми ништа                                                | [ 8 ]  |
| 2021. | Филип Божић Дејановић   | Збогом, симболи                                                 | [ 8 ]  |
| 2021. | Милан Вићић             | Вечна пролећа                                                   | [ 8 ]  |
| 2022. | Данијела Регојевић      | Сјеноход                                                        | [ 9 ]  |
| 2022. | Драгана Лисић           | Траговима...                                                    | [ 9 ]  |
| 2023. | Љиљана Павловић Ћирић   | Вез                                                             | [ 10 ] |
| 2023. | Димитрије Николић       | Сентименталитет                                                 | [ 10 ] |

#### Специјална награда „Стражилово”
| Год.  | Добитник                            | Дело                    | Реф.   |
| ----- | ----------------------------------- | ----------------------- | ------ |
| 2009. | Бранимир Кршић                      | Обичне пјесме           | [ 11 ] |
| 2010. | Дајана Петровић                     | Созерцање сна           | [ 11 ] |
| 2010. | Милан Ракуљ                         | Глуви путник            | [ 11 ] |
| 2011. | Маја Станојевић                     | Анатема хљеба насушног  | [ 11 ] |
| 2012. | Александра Мариловић                | Мираз у звијездама      | [ 11 ] |
| 2013. | Ирена Бера                          | Колијевка на двије воде | [ 11 ] |
| 2013. | Горан Гаврић                        | Тунел                   | [ 11 ] |
| 2014. | Андреа Беата Бицок                  | Насељавање празнине     | [ 11 ] |
| 2014. | Марија Пргомеља                     | Алтер его               | [ 11 ] |
| 2015. | Јелена Милошев                      | Ћутање пре полета       | [ 11 ] |
| 2016. | Јелена Стајић                       | Волети оно што имаш     | [ 12 ] |
| 2021. | Панорама ђака Карловачке гимназије  | Песме после нас         | [ 8 ]  |
| 2022. | Панорама ђака Змај Јовине гимназије | Нек' остане глас        | [ 9 ]  |

#### Награда „Стражилово” за целокупни опус
| Год.  | Добитник              | Напомена                                            | Реф.   |
| ----- | --------------------- | --------------------------------------------------- | ------ |
| 2019. | Крстивоје Илић        | за целокупни песнички опус                          | [ 6 ]  |
| 2022. | Божидар Мандић        | за укупно песничко, прозно и уметничко стваралаштво | [ 9 ]  |
| 2023. | Андреј Јелић Мариоков | за укупно песничко дело                             | [ 10 ] |